# Bajos de Haina
Bajos de Haina, mais conhecida simplesmente como Haina, é um município da República Dominicana pertencente à província de San Cristóbal.
Sua população estimada em 2012 era de 158 985 habitantes.